# Twister (1996)
Twister (bra: Twister; prt: Twister - Tornado) um filme-catástrofe norte-americano, lançado em 10 de maio de 1996, dirigido por Jan de Bont, com roteiro de Michael Crichton e Anne-Marie Martin. O filme acompanha cientistas que perseguem tornados para pesquisá-los. O filme foi a segunda maior bilheteria de 1996, e recebeu duas indicações ao Óscar e ao Framboesa de Ouro. Foi o primeiro filme lançado em DVD nos Estados Unidos. A sequência Twisters foi lançada em 2024.

## Sinopse
Em Oklahoma, o meteorologista Bill Harding vai com sua noiva atrás da ex e antiga colega de trabalho Jo para fazê-la assinar os papeis do divórcio. Mas Jo, obcecada com tornados desde que em 1969 ela viu o pai ser sugado por uma tempestade, está atualmente muito focada em uma onda de tornados que não acontece há décadas, uma oportunidade perfeita para entrar para a história colocando sensores no tornado, para que estas informações possam ir até um computador e, assim, seja possível prever a sua chegada com maior antecedência. Mas para colocar os sensores é necessário ficar o mais próximo possível do tornado e torcer para que os sensores sejam sugados pela tempestade. Uma equipe rival de pesquisadores, que copiou a pesquisa de Bill para criar seu próprio artefato com sensores, aumenta as intenções de Jo de concretizar o seu sonho ou morrer ao tentar.

## Elenco
- Helen Hunt como Jo Harding
- Bill Paxton como Bill Harding
- Jami Gertz como dra. Melissa Reeves
- Cary Elwes como dr. Jonas Miller
- Lois Smith como tia Meg
- Philip Seymour Hoffman como Dusty
- Alan Ruck como Rabbit
- Sean Whalen como Sanders
- Scott Thomson como Pastor
- Todd Field como Beltzer
- Joey Slotnick como Joey
- Wendle Josepher como Haynes
- Jeremy Davies como Laurence
- Zach Grenier como Eddie
- Alexa Vega como Jo (com 5 anos)
- Jake Busey como técnico de laboratório

## Recepção da crítica
Twister teve recepção mista por parte da crítica especializada. No Rotten Tomatoes, com aprovação de 58% em base de 52 críticas,  o consenso é: "Um sucesso de público com alto conceito que enfatiza efeitos especiais mais do que ter personagens tridimensionais, as emoções viscerais de Twister são frequentemente diminuídas pelo enredo genérico do filme". Por parte da audiência do site tem 58% de aprovação.

## Trilha sonora
O filme teve dois discos separados de trilha sonora, um com a música instrumental de Mark Mancina, e outro com músicas que incluíram novas faixas do Van Halen e seus integrantes.
1. Van Halen - "Humans Being"
2. Rusted Root - "Virtual Reality"
3. Tori Amos - "Talula" (BT's Tornado Mix)
4. Alison Krauss - "Moments Like This"
5. Mark Knopfler - "Darling Pretty"
6. Soul Asylum - "Miss This"
7. Belly - "Broken"
8. k.d. lang - "Love Affair"
9. Lisa Loeb & Nine Stories - "How"
10. Red Hot Chili Peppers - "Melancholy Mechanics"
11. Goo Goo Dolls - "Long Way Down" (Remix)
12. Shania Twain - "No One Needs to Know"
13. Stevie Nicks & Lindsey Buckingham - "Twisted"
14. Edward & Alex Van Halen - "Respect the Wind"[12]
15. Deep Purple - "Child in Time"

## Premiações
Twister recebeu duas indicações ao Oscar, em sua 69º Edição, no ano de 1997. Foi indicado nas categorias de Melhor Som e de Melhores Efeitos Visuais.
Também recebeu duas indicações ao Framboesa de Ouro, vencendo como Pior Roteiro a Arrecadar mais de US$ 100 milhões e teve uma indicação a Pior Atriz Coadjuvante para Jami Gertz.[carece de fontes?]